# Remi Kanapé
Remi Richard Kanapé is een Surinaams politicus. Als lid van Broederschap en Eenheid in de Politiek (BEP). Hij was van 2020 tot 2025 lid De Nationale Assemblée (DNA).

## Biografie
Kanapé is afkomstig uit Drietabbetje Hij is ondernemer en werd eind januari 2019 door de achterban van de politieke partij BEP voorgedragen om als lijsttrekker van Sipaliwni mee te doen  aan de verkiezingen van 2020.  Hij kreeg 912 stemmen achter zich en werd gekozen in DNA. De BEP maakt geen deel uit van de nieuwe coalitie.
Tijdens de verkiezingen van 2025 stond hij op nummer 13 van de lijst van BEP.